# Симон II (герцог Лотарингії)
Симон II (фр. Simon II, нім. Simon II.; бл. 1140 — 1 квітня 1206) — герцог Лотарингії в 1176—1205 роках.

## Життєпис
Походив з Лотаринзького дому. Старший син Матьє I, герцога Лотарингії, та Берти фон Гогенштауфен. Народився близько 1140 року.
У 1176 році після смерті батька успадкував герцогство. Втім його брат Фрідріх також висунув вимоги на правління в Лотарингії. При цьому його підтримала мати. На боці Симона під час скликаної спеціальної асамблеї виступила місцева знать, яка підтвердила права Симона II на герцогство. Натомість останній створив Штати Лотарингії (на кшталт парламенту). Він передав Фрідріху сеньйорію Біч в апанаж, але це не задовольнило того і він повстав. Боротьба за спадщину між братами тривала 3 роки. В цей же час у 1178 році єпископ Туля П'єр де Бріксе почав будівництво замку в Левердені, з дозволу герцога Лотарингії Симона II. Вражений масштабами завдання, він доручив будівництво Генріху I, графу Бара.
Зрештою в травні 1179 року між Симоном II та його братом було укладено договір в Рібемоні, за яким Лотарингія була розділена на 2 частини. Фрідріх отримав північну частину герцогства (німецькомовну), а Симон II — південну (франкомовну). Крім того, Фрідріх I отримав сеньйорії Жербев'є і Орм.
Наприкінці 1180-х років вступив у конфлікт з абатством Ремірмон, яке бажало зберегти свої давні привілеї. Згодом у конфлікт втрутився Йоганн I, архієпископ Тріру, який наклав інтердикт на герцогство. Примирення відбулося у 1194 році, внаслідок чого Симон II відмовився від багатьох свої прав на користь абатства. Натомість було знято відлучення.
У 1202 році герцог Симон II підписав договір з новим графом Барським — Теобальдом I, за яким останній визнавав усі володіння лотаринзького герцога. Натомість Теобальд I отримав сюзеренітет над графством Водемон, що підвищило його вплив в Лотарингії. Невдовзі вступив у конфлікт з каноніками абатства Сен-Дьє-де-Вож. За це 1203 року отримав нове відлучення, яке було знято 1204 року.
1205 року Симон II зрікся трону на користь небожа Фрідріха. Невдовзі пішов до монастиря, де 1206 року помер. Втім брат Симона — Фрідріх I — оголосив себе герцогом.

## Родина
1. Дружина — Агнеса, донька Герлаха I, графа Вельденца
дітей не було
2. Дружина — Іда, донька Жеро I, графа Макона і В'єнна
дітей не було